# 大ジュリアーノ・チェザリーニ
大ジュリアーノ・チェザリーニ（イタリア語: Giuliano Cesarini, seniore、1398年 - 1444年11月10日）は、カトリック教会の枢機卿。教会大分裂が終結したころに新教皇マルティヌス5世に抜擢された。バーゼル公会議が分裂し教皇派がフィレンツェ公会議に移った際には、教皇派の最有力者として公会議主義派と激しく戦った。後にヴァルナ十字軍に参加するものの、ヴァルナの戦いで戦死した。17世紀のフランスの神学者ジャック＝ベニーニュ・ボシュエは、チェザリーニはフィレンツェ公会議でカトリックを代表し東方正教会と戦った最大の砦であったと評している。

## 生涯

### 前半生
ローマの小貴族で五指に入る有力な家に生まれる。兄弟のジャコモは1444年に教皇領のオルヴィエートとフォリーニョのポデスタに任じられた。甥で同名の小ジュリアーノ・チェザリーニ（1466年 - 1510年）は、1493年に枢機卿となっている。チェザリーニはペルージャ大学で学び、後にここでローマ法を教えた。その時の生徒の中にドメニコ・カプラーニカがいる。1417年に教会大分裂が終結し、マルティヌス5世がローマで唯一の教皇として即位すると、チェザリーニはローマに帰り、ブランダ・ダ・カスティリオーネ枢機卿のもとについた。

### フス派とボヘミア十字軍
1419年、カスティリオーネ枢機卿がフス派対処という難しい任務を受けてドイツ・ボヘミアへ赴いた際、彼に高く評価されていたチェザリーニも同行した。またチェザリーニは教皇特使としてイングランドも訪れている。1426年、マルティヌス5世はチェザリーニを枢機卿に昇格させ、フス派十字軍の説教師としてドイツに派遣した。ドマジュリツェの戦いで十字軍が大敗を喫したのち、チェザリーニはバーゼルへ行き、すでに始まっていたバーゼル公会議に参加した。

### バーゼル公会議とフィレンツェ公会議
バーゼル公会議の首席者となったチェザリーニは、1431年冬のエウゲニウス4世の公会議を解散させようとする命令に一旦は抵抗し、これを取り下げさせることに成功した。しかし公会議派の教皇に対する攻撃や圧力が過激化するにつれて、チェザリーニは公会議参加者の大多数が彼らに賛同していないと判断して公会議派に見切りをつけて、1437年の公会議分裂の際にはフェラーラに移った教皇派を支持した。フェラーラでは、チェザリーニは東方正教会との統合に関する折衝のリーダーとなった。当時はビザンツ帝国がオスマン帝国の圧力の前で滅亡の危機に瀕しており、カトリック教会との統合を実現することで対オスマン援助をとりつけようと、皇帝ヨハネス8世パレオロゴス自ら公会議に乗り込んできていた。疫病のため1439年にフェラーラ公会議がフィレンツェに移転したのちも、チェザリーニはギリシアとの交渉を担い続けた。1539年にチェザリーニらは合同教令「レテントゥル・チェリ」（Laetentur Coeli）の採択で一旦合意したが、ビザンツ帝国内での激しい抵抗により間もなく崩壊した。

### ヴァルナ十字軍
公会議が一段落した1442年、チェザリーニはエウゲニウス4世の教皇特使としてハンガリーを訪れた。ハンガリーでは1439年にハプスブルク朝の王アルベルト（神聖ローマ皇帝アルブレヒト2世）が死去してから後継者争いが勃発していた。アルベルトの未亡人エリーザベト・フォン・ルクセンブルクは幼少の息子ラディスラウス・ポストゥムスにハンガリー王位を継がせようとしたが、ハンガリー貴族はオスマン帝国の脅威に対抗できる人物としてポーランド王ヴワディスワフ3世（ウラースロー1世）を王に選出した。その際に貴族たちは、ウラースロー1世にハンガリーをオスマン帝国から防衛することを約束させた。チェザリーニは両者の交渉を仲介し、1442年12月13日にジェールにおいて、ウラースロー1世を新王としたうえで彼がラディスラウスの権利を保障するという合意が成立した。この後チェザリーニはウラースロー1世と親しくなり、1443年には彼の使節としてウィーンのオーストリア大公フリードリヒ3世の元を訪れ、またハンガリーで対オスマン十字軍の計画立案に携わった。1443年の冬からのオスマン遠征に成功したウラースロー1世は1444年6月にオスマン帝国のムラト2世とセゲドの和約を結んだが、チェザリーニはウラースロー1世に条約を破るようそそのかし、結果9月に十字軍遠征が再開された。チェザリーニもこれに同行したが、十字軍は11月10日のヴァルナの戦いで大敗を喫し、ウラースロー1世とチェザリーニは戦死した。ミラノ公がチェザリーニの友人だったアエネアス・シルウィウス・ピッコローミニ（後の教皇ピウス2世）に送った報告によれば、チェザリーニは負傷して戦場から逃れようとしたが、敗戦の混乱の中で失血により失神していたところを不敬虔で卑賎なハンガリー人に襲われて殺害され、身ぐるみを剥がれたのだという。チェザリーニが逃れおおせたという噂が流れたが、これはまもなく否定された。しかし、教皇庁は枢機卿の死をなかなか認めなかった。
ピッコローミニ（ピウス2世）の著作の中に、バーゼル公会議と教皇との関係を説いたチェザリーニからの2通の書簡が含まれている。ピッコロ―ミニは彼の手紙の中でチェザリーニを戦場に散った不運な人と述べるとともに、彼はトルコ人との戦いで殉教し、まっすぐ天国に上ったのだとも言っている。